# Para nieuporządkowana
Para nieuporządkowana {\displaystyle \{a,b\}} – zbiór zawierający elementy {\displaystyle a} i {\displaystyle b} i nie zawierający żadnego innego elementu. Jego istnienie gwarantuje aksjomat pary.
Jeżeli {\displaystyle a=b,} to para nieuporządkowana {\displaystyle \{a,b\}} składa się z jednego tylko elementu.